# Ignazio Busca
Ignazio Busca (Milano, 31 agosto 1731 – Roma, 12 agosto 1803) è stato un cardinale e nobiluomo italiano, per breve tempo segretario di stato della Santa Sede.

## Biografia

### I primi anni
Ultimogenito di Lodovico Busca, marchese di Lomagna, e di Bianca Arconati Visconti, Ignazio Busca nacque a Milano il 31 agosto 1731 si laureò in utroque iure il 26 aprile 1759 all'Università La Sapienza di Roma.
Avviato alla carriera ecclesiastica, entrò al servizio della Curia Romana dove fu governatore di Rieti dal 1761 al 1764 e poi di Fabriano dal 1764 al 1766.
Rientrato a Roma, nel 1767 venne nominato Prelato Domestico di Sua Santità e divenne relatore della Sacra Consulta nonché referendario del tribunale della Segnatura Apostolica di grazia e giustizia. Designato alla nunziatura di Fiandra, ricevette il suddiaconato il 13 agosto 1775 e l'ordinazione sacerdotale il 20 agosto successivo, poco prima di essere eletto assistente al trono pontificio ed arcivescovo titolare di Emesa, venendo consacrato tale il 17 settembre 1775 nella cattedrale di Frascati, per mano del cardinal Enrico Benedetto Stuart, assistito da Vincenzo Piccolomini, arcivescovo titolare di Perga, e da Stefano Evodio Assemani, arcivescovo titolare di Apamea.

### La missione apostolica nelle Fiandre
Nel periodo 1776-84, fu nunzio apostolico presso la corte di Bruxelles del governatore generale dei Paesi Bassi austriaci, nella persona Carlo Alessandro di Lorena e, dalla morte di quest'ultimo, nel 1780, dei governatori generali congiunti l'Arciduchessa Maria-Cristina ed il di lei marito duca di Alberto di Sassonia-Teschen. Venne sostituito, nel 1786, dal vescovo Antonio Felice Zondadari. Questo periodo nelle fiandre del Busca venne caratterizzato dall'esplosione a pieno delle riforme dell'imperatore Giuseppe II d'Asburgo-Lorena che, in campo religioso locale, dal 1781 stabilì che la giurisdizione della nunziatura di Bruxelles dovette spettare ai ducati di Limburgo e Lussemburgo che già si trovavano ad essere soggetti al nunzio di Colonia. Nel pieno del giuseppinismo dal 17 marzo 1783 l'imperatore ordinò inoltre la soppressione di numerosi conventi nella nunziatura e promuovendo invece la creazione del seminario generale di Lovanio. Il Busca in questo periodo si limitò a subire le imposizioni superiori, informando semplicemente Roma dell'accaduto.
Attento analista della situazione disciplinare della missione olandese, mostrò invece scarsa sensibilità nei confronti delle guerre intestine religiose ed in particolare del giansenismo.

### Il governatorato di Roma ed il cardinalato
Il 1º marzo 1785, Ignazio Busca venne nominato a governatore di Roma, ruolo al quale era particolarmente adatto date le sue ampie conoscenze in materi di amministrazione dello Stato Pontificio. Ostacolato dall'immobilità delle rigide strutture di governo papali, non riuscì a concludere grandi riforme ma cercò piuttosto di mettersi in mostra come personalità mondana del suo tempo, frequentando assiduamente il salotto della principessa di Santa Croce ove conobbe diversi diplomatici stranieri ed in particolare l'ambasciatore spagnolo Azara.
Ignazio Busca venne creato cardinale del titolo di Santa Maria della Pace nel concistorio del 30 marzo 1789 e contestualmente nominato prefetto della Congregazione per la Disciplina dei Regolari, oltre ad avere accesso come membro ad un gran numero di congregazioni come quella della Propaganda Fide, dei Vescovi e dei Regolari, della Consulta, Concistoriale e delle Acque.
Durante questo stesso periodo, il Busca divenne carcinale protettore della chiesa dell'arciconfraternita dei Santi Carlo e Ambrogio a Milano, del monastero di Santa Margherita a Narni, del monastero del SS. Sacramento in San Giovanni della Malva a Toscanella, della Terra di Rocca di Papa, dell'Università di Mosceria e di quella degli Agricoltori in Terra della Tolfa.

### Segretario di stato nel buio periodo rivoluzionario
Venne nominato segretario di stato da Pio VI nel 1796 in sostituzione del cardinale spagnolo Zelada, formalmente dimessosi per motivi di salute ed a causa dell'età avanzata, in realtà per riportare il nucleo del governo pontificio nelle mani di un cardinale italiano quale era appunto il Busca. Quest'ultimo, appartenente ad una delle più importanti famiglie aristocratiche della Lombardia austriaca, aveva stretti legami con l'Austria, motivo di più per il pontefice per eleggerlo a proprio segretario di stato visti i tempi che richiedevano una forte presa di posizione del papato vicino all'Impero.
Poco dopo la sua elezione, il Busca iniziò subito una fervente attività diplomatica intavolando trattative di pace con la Francia a Firenze, dimostrando quindi di essere uno dei pochi alla corte pontificia a credere ancora possibile una riconciliazione col governo francese rivoluzionario, o perlomeno fu tra quelli convinti che tali concordati fossero utili per guadagnare sufficiente tempo nella speranza di ottenere aiuti esterni, in particolare dall'Austria. Per stringere i tempi e sollecitare la corte di Vienna nell'ottobre del 1796 diede incarico a monsignor Giuseppe Albani di agire in carica di ambasciatore speciale della Santa Sede nella capitale dell'impero. La missione diplomatica promossa dal Busca si dimostrò però un fallimento in quanto l'Austria non era intenzionata a venire in aiuto anche dello Stato Pontificio se non dietro compensazioni territoriali a danno dello stesso territorio papale e addirittura dopo le prime sconfitte militari di quell'anno, l'imperatore limitò il papa a bandire una crociata contro i rivoluzionari.
Napoleone venne ben presto a conoscenza del tentativo dello Stato Pontificio di appoggiarsi in alleanza all'Austria e fu a questo punto che dichiarò nullo il trattato di Firenze e decise di invadere lo stato del papa prima che qualsiasi altra alleanza potesse essere siglata dal pontefice. Ancora una volta il Busca tentò di giungere ad un compromesso che si reificò nel Trattato di Tolentino (19 febbraio 1797) che gli venne praticamente imposto dal Bonaparte con clausole pesanti per lo Stato Pontificio: cessione delle legazioni di Ferrara, Bologna e Romagna alla Francia e rinuncia ad ogni diritto preteso su Avignone e sul Contado Venassino, oltre al pagamento di 30.000.000 di lire di danni di guerra; il trattato non intaccava questioni religiose. Scriveva a tal proposito il 25 febbraio di quell'anno il cardinale Busca a monsignor Albani:
Associato ormai alla disfatta dello Stato Pontificio ed additato come tra i principali responsabili delle pesanti tassazioni che ben presto avrebbero colpito il popolo dello Stato della Chiesa per pagare le pesanti condizioni espresse dal Trattato di Tolentino, fu il Busca stesso a presentare le proprie dimissioni il 9 marzo 1797, in un primo momento respinte da Pio VI, rinnovate il 15 marzo successivo ed accettate il 18 marzo.
Pur dimessosi da segretario di stato, la figura del Busca come cardinale era rimasta in pericolo e nel 1798, con la formazione della Prima repubblica romana, questi pensò di rifugiarsi nel Regno di Napoli, rimanendo a Palermo sino alla convocazione del conclave tenutosi a Venezia nel 1800 al quale prese parte ma senza rilevanza.

### Il rientro a Roma e la restaurazione del potere pontificio
Rientrato a Roma, fece parte della congregazione incaricata di elaborare un piano per ristabilire a pieno tutte le istituzioni del governo pontificio, entrando contestualmente a far parte come membro delle congregazioni di Propaganda Fide, dei Vescovi e Regolari, Concistoriale, della Consulta, di Loreto, delle Acque, del Sant'Uffizio e del Concilio, divenendo infine Presidente della Sacra Congregazione per il Buon Governo (2 dicembre 1800).
Ignazio Busca morì a Roma il 12 agosto 1803. La sua salma venne esposta nella chiesa romana di Sant'Agostino ove ebbero luogo anche i funerali. Venne quindi sepolto nella chiesa di Santa Maria degli Angeli in una tomba provvisoria, venendo poi trasferito il 20 agosto 1804 in una tomba più consona nella medesima chiesa.

## Genealogia episcopale e successione apostolica
La genealogia episcopale è:
- Cardinale Scipione Rebiba
- Cardinale Giulio Antonio Santori
- Cardinale Girolamo Bernerio, O.P.
- Arcivescovo Galeazzo Sanvitale
- Cardinale Ludovico Ludovisi
- Cardinale Luigi Caetani
- Cardinale Ulderico Carpegna
- Cardinale Paluzzo Paluzzi Altieri degli Albertoni
- Papa Benedetto XIII
- Papa Benedetto XIV
- Papa Clemente XIII
- Cardinale Enrico Benedetto Stuart
- Cardinale Ignazio Busca

La successione apostolica è:
- Arcivescovo John Thomas Troy, O.P. (1777)
- Vescovo Albert Louis de Lichtervelde (1780)